# سوم نیم‌بزرگ

فاصلهٔ سوم نیم‌بزرگ در خط حامل به همراه معکوس آن

سوم نیم‌بزرگ فاصله‌ای در موسیقی است که از ۳ نت تشکیل شده و بین آن نت‌ها، ۷ ربع پرده موجود باشد. به بیان دیگر، فاصلهٔ سومی را که از ۷ ربع پرده تشکیل شده باشد، سوم نیم‌بزرگ گویند. مانند فاصلهٔ بین دو تا می کُرُن؛ چرا که فاصلهٔ بین دو تا می کرن از ۷ نت تشکیل شده (دو، ر، می کرن) و این فاصله دارای ۷ ربع پرده است (دو -> دو سُری -> دودیز -> ر کرن -> ر -> ر سری -> ر دیز -> می کرن). در مقایسه با فاصلهٔ مشابه در نظام موسیقی نیم پرده‌ای، «سوم نیم‌بزرگ» یک فاصلهٔ سوم بزرگ است که ربع پرده از آن کم شده باشد.
فاصلهٔ سوم نیم‌بزرگ مختص موسیقی ایرانی و دیگر نظام‌های موسیقایی است که از واحد فواصل ربع پرده‌ای استفاده می‌کنند. وضع کردن اصطلاح نیم‌بزرگ (آوردن «نیم» در عبارت سوم بزرگ) اولین بار توسط روح الله خالقی انجام شد.
سوم بیش‌کوچک نیز فاصله‌ای معادل و برابر با سوم نیم‌بزرگ است و عبارت از یک فاصلهٔ سوم کوچک (مانند دو تا می بمل) است که به آن یک ربع پرده اضافه شده باشد (دو تا می کرن). این فاصله در تقسیم‌بندی لحاظ نمی‌شود و برای جلوگیری از تکرار و پرهیز از اشتباه، حذف شده است.
فاصله‌های مترادف سوم نیم‌بزرگ، دوم بیش‌افزوده و چهارم کم‌کاسته هستند که هر سه از ۷ ربع پرده تشکیل شده‌اند.
در موسیقی ایرانی فاصلهٔ دیگری جز دوم نیم‌بزرگ با پسوند «نیم‌بزرگ» نامگذاری نشده‌است. چرا که «نیم‌بزرگ» خود صورت جایگزین «کم‌بزرگ» است که برای جلوگیری از اشتباه شدن فاصلهٔ معکوس آن (بیش کوچک) با فاصلهٔ حذف شدهٔ «بیش‌کوچک» به کار می‌رود. در معکوس کردن این فاصله، عبارت «نیم‌بزرگ» به همین صورت باقی خواهد ماند و تغییری نمی‌کند.
معکوس فاصلهٔ سوم نیم‌بزرگ، ششم نیم‌بزرگ است.